# Lunas (Dordogne)
Lunas ist eine französische Gemeinde mit 445 Einwohnern (Stand 1. Januar 2022) im Département Dordogne in der Region Nouvelle-Aquitaine (vor 2016: Aquitanien). Die Gemeinde gehört zum Arrondissement Bergerac und zum Kanton Pays de la Force.
Der Name in der okzitanischen Sprache lautet Lunàs, der auf eine Person namens Lunus in gallorömischer Zeit zurückgehen könnte oder eine Ableitung des altokzitanischen Worts launs (deutsch Feuchtgebiet, Sumpfgebiet) ist.
Die Einwohner werden Lunasiens und Lunasiennes genannt.

## Geographie
Lunas liegt ca. 10 km nordwestlich von Bergerac und damit in seinem Einzugsbereich (Aire urbaine). Die Gemeinde befindet sich im Gebiet Landais der historischen Provinz Périgord.
Umgeben wird Lunas von den Nachbargemeinden:
| Bosset                   | Les Lèches                                  | Laveyssière |
| Saint-Georges-Blancaneix | Kompassrose, die auf Nachbargemeinden zeigt |             |
|                          | Prigonrieux                                 | Ginestet    |

Lunas liegt im Einzugsgebiet des Flusses Dordogne. Eines seiner Nebenflüsse, der Eyraud, durchquert das Gebiet der Gemeinde, zusammen mit seinen Nebenflüssen,

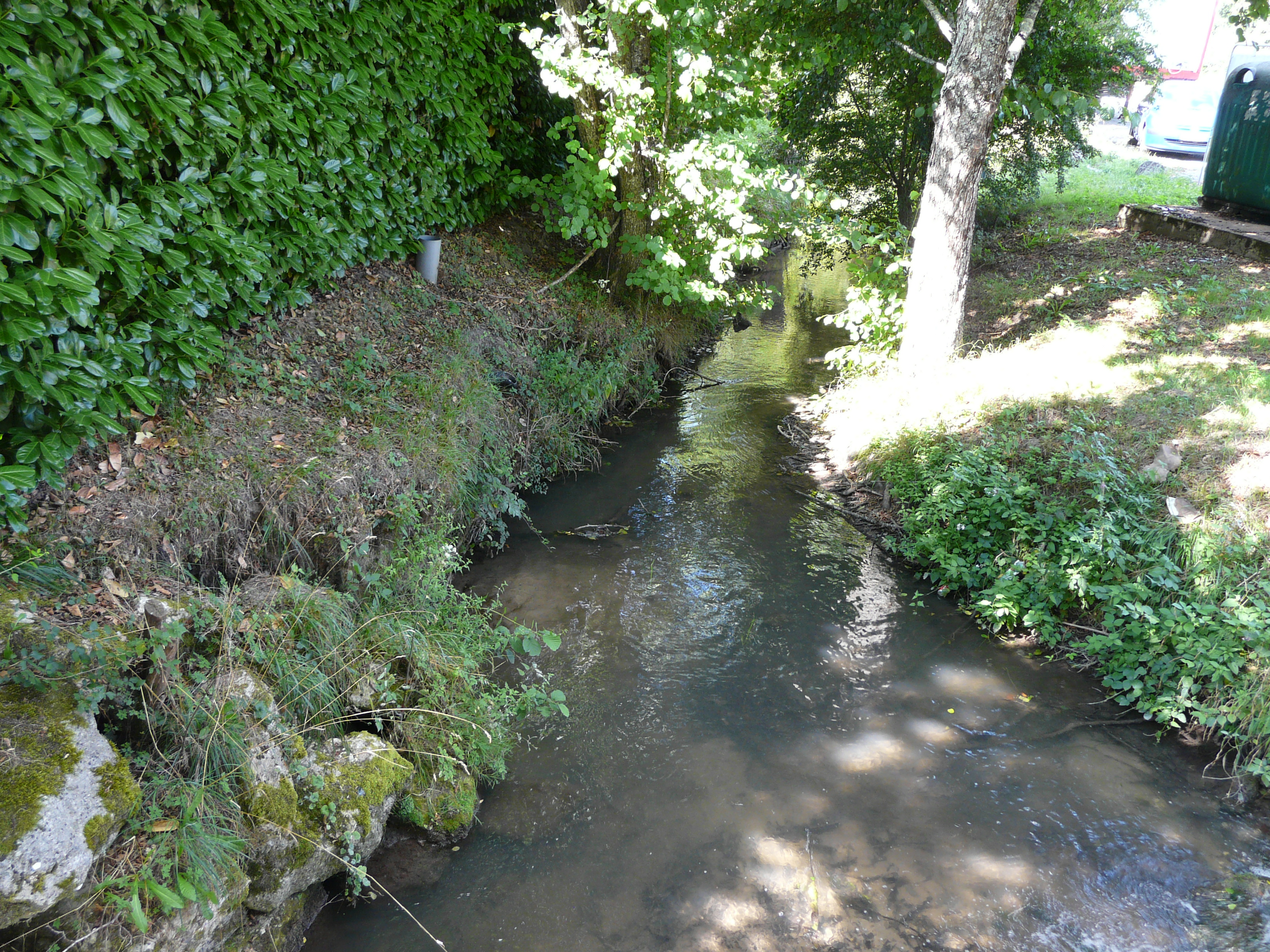
Der Fluss Eyraud bei Lunas

- dem Ruisseau de l’Ironzeau,
- dem Ruisseau du Vert und
- dem Ruisseau de la Forêt.[4]

## Geschichte

### Toponymie
Toponyme und Erwähnungen von Lunas waren:
- Sanctus Johannes de Lunas (1117, Schenkung von Guillaume, Bischof von Périgueux, an die Abtei La Sauve-Majeure laut Kopialbuch der Abtei),
- Lonasium (Kopialbuch der Abtei La Sauve-Majeure),
- Lunatz (1383, Niederschrift von Pierre des Mortiers),
- Lunas (1750, 1793 und 1801, Karte von Cassini, Notice Communale bzw. Bulletin des Lois).[5][6][7]

### Einwohnerentwicklung
Nach Beginn der Aufzeichnungen stieg die Einwohnerzahl in der Mitte des 19. Jahrhunderts auf einen Höchststand von rund 560. In der Folgezeit sank die Größe der Gemeinde bei relativ kurzen Erholungsphasen bis zu den 1970er Jahren auf 225 Einwohner, bevor eine Wachstumsphase einsetzte, die in jüngster Zeit wieder stagniert.
| Jahr      | 1962 | 1968 | 1975 | 1982 | 1990 | 1999 | 2006 | 2010 | 2022 |
| --------- | ---- | ---- | ---- | ---- | ---- | ---- | ---- | ---- | ---- |
| Einwohner | 258  | 229  | 225  | 252  | 297  | 294  | 332  | 363  | 445  |

## Sehenswürdigkeiten

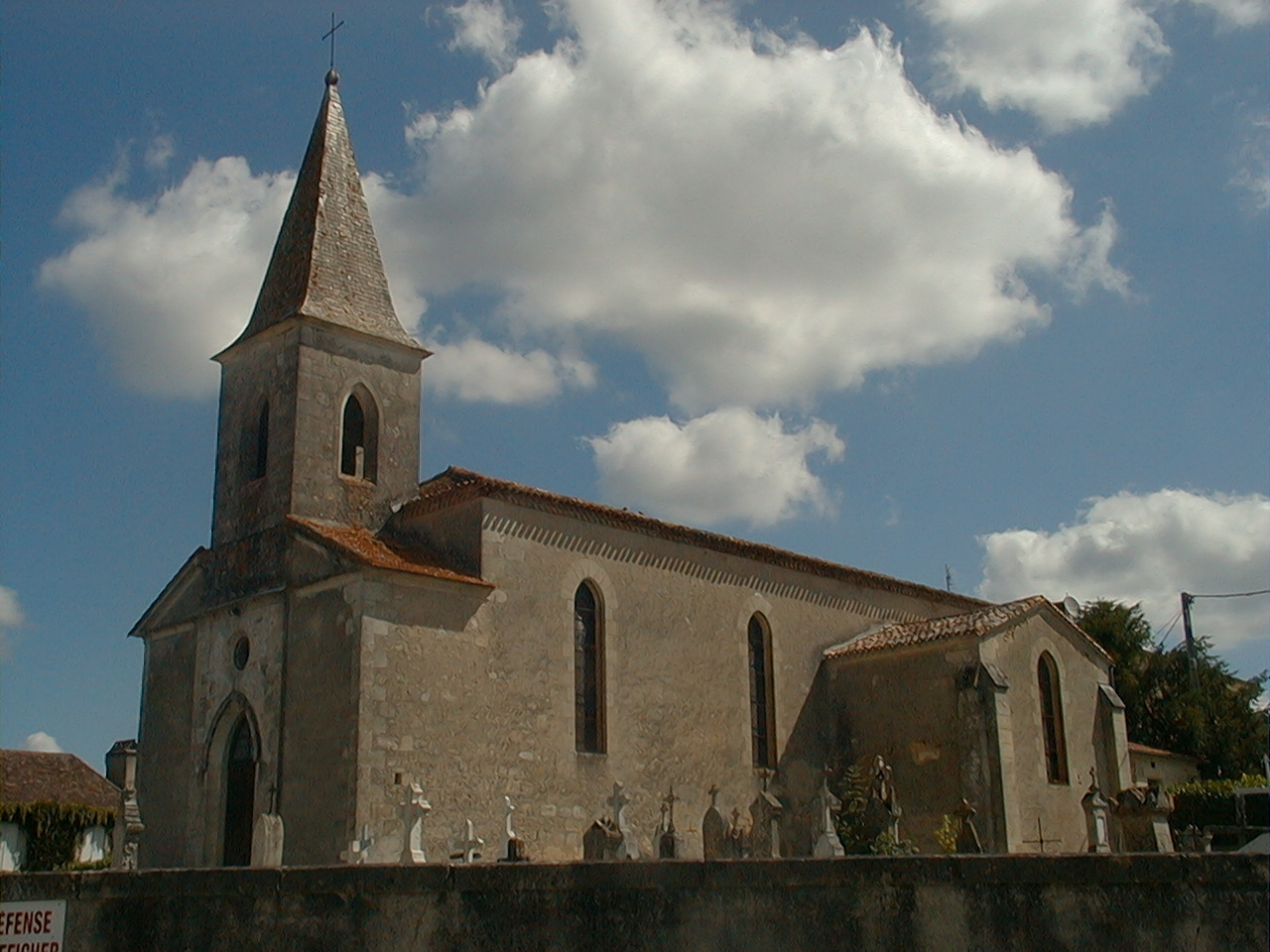
Pfarrkirche Saint-Jean-Baptiste

- Pfarrkirche Saint-Jean-Baptiste

## Wirtschaft und Infrastruktur

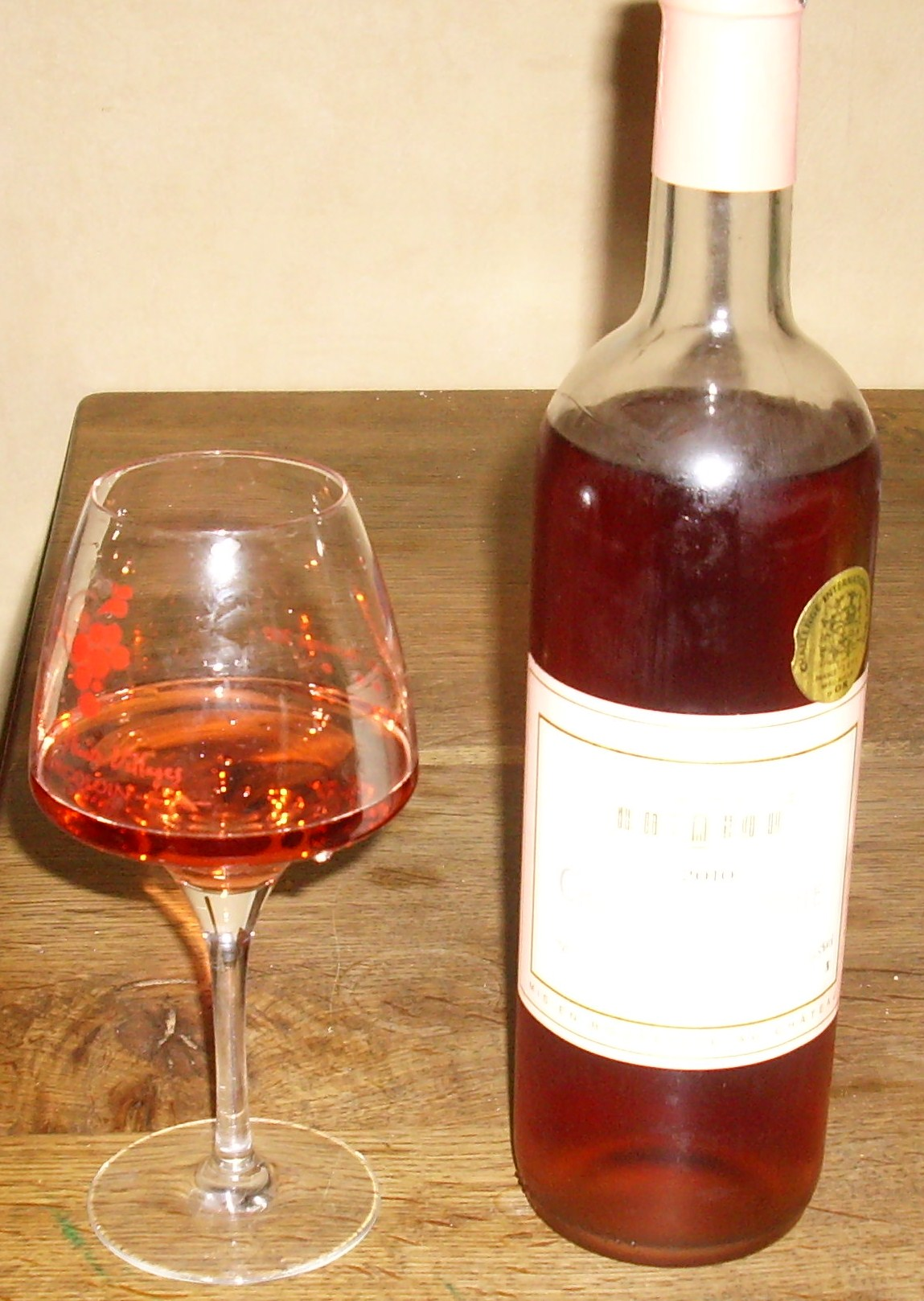
Bergerac rosé

Handel und Dienstleistungen sind die wichtigsten Wirtschaftsfaktoren der Gemeinde.
Lunas liegt in den Zonen AOC des Bergerac mit den Appellationen Bergerac und Côtes de Bergerac.

### Bildung
Die Gemeinde verfügt über eine öffentliche Vor- und Grundschule mit 53 Schülerinnen und Schülern im Schuljahr 2018/2019.

### Verkehr
Die Route départementale 12 durchquert Lunas von Nordost nach Südwest und verbindet die Gemeinde im Nordosten mit der Nachbargemeinde Laveyssière und im Südwesten im weiteren Verlauf mit der Route départementale 936, der Verkehrsachse Bordeaux–Bergerac.